# دوستت دارم (فیلم ۲۰۲۳)
دوستت دارم (به انگلیسی: I Love You) فیلمی هندی محصول سال ۲۰۲۳ و به کارگردانی نیخل ماهاجان است. در این فیلم بازیگرانی همچون راکول پریت سینگ، پاوی گولاتی، آکشی اوبروی و کیران کومار ایفای نقش کرده‌اند.